# Rang (zoölogie)
In de zoölogie heeft een taxon gewoonlijk een bepaalde rang in een hiërarchie.
Het gebruik van rangen in een hiërarchie bij het beschrijven van organismes is al heel oud; de eerste die dit op schrift zette was Aristoteles. In zijn baanbrekende werken gebruikte Linnaeus klassen, ordes, geslachten en soorten (plus een rang beneden soort). In de loop der tijd is door gebruik het aantal rangen gegroeid. Circa anderhalve eeuw werd de bestaande praktijk gereguleerd in regels, tegenwoordig een wetboek dat de International Code of Zoological Nomenclature (ICZN) heet.

## Onderverdeling door de ICZN
De ICZN verdeelt namen in drie categorieën ("family-group names", "genus-group names" en "species-group names")
- in de 'familie-groep' is een onbeperkt aantal rangen toegestaan.
- in de 'genus-groep' zijn slechts twee rangen toegestaan: genus en subgenus.
- in de 'soort-groep' zijn slechts twee rangen toegestaan: soort en ondersoort.

De ICZN noemt de volgende rangen expliciet:
- - - superfamily (superfamilie)
family (familie)
- - - subfamily (onderfamilie)
- - - tribe (tribus, geslachtengroep)
- - - subtribe (subtribus)
genus (genus of geslacht)
- - - subgenus (subgenus of ondergeslacht)
species (soort)
- - - subspecies (ondersoort)

## Aantal namen
Volgens de regels van ICZN geldt:
1. een naam boven de rang van soort heeft een naam die bestaat uit één naam (een uninominale naam).
2. de naam van een soort is samengesteld uit twee namen (een binominale naam of "binomen") = genusnaam ("genus name") + soortnaam ("specific name").
3. de naam van een ondersoort is samengesteld uit drie namen (een trinominale naam of "trinomen") = genusnaam ("genus name") + soortnaam ("specific name") + ondersoortnaam ("subspecific name"). Aangezien er maar één rang is beneden die van soort, en dus maar één rang waar een naam in drie delen gebruikt wordt is het onnodig een verbindingsterm te gebruiken om de rang aan te duiden.

## Familie-groep
Namen in de familie-groep worden gevormd vanuit de naam van het typegenus: bijvoorbeeld de naam van de familie FELIDAE wordt gevormd uit de naam van het typegenus Felis.
In de familie-groep is een onbeperkt aantal rangen mogelijk, maar de ICZN noemt er slechts vijf expliciet. Voor deze vijf rangen in de familie-groep legt de ICZN de uitgang van de naam vast.
| Uitgang in de familie-groep |                 |         |
| Engelse aanduiding          | Nederlands      | uitgang |
| superfamily                 | superfamilie    | -oidea  |
| family                      | familie         | -idae   |
| subfamily                   | onderfamilie    | -inae   |
| tribe                       | geslachtengroep | -ini    |
| subtribe                    |                 | -ina    |

Anders dan in de plantkunde heeft niet elke naam een aparte datum van publicatie, maar gelden de auteur en publicatiedatum van de eerste keer dat een naam in een bepaalde 'groep' gepubliceerd is. Als een onderfamilie later de rang van familie krijgt, dan heeft die naam dezelfde auteur en publicatiedatum.
Hetzelfde geldt voor een geslacht dat een ondergeslacht wordt, of omgekeerd.

## Boven de familie-groep
Voor namen in een rang boven de familie-groep (boven de rang van superfamilie) wordt de naam, en de eventuele uitgang daarvan bepaald door de individuele auteurs die geleid worden door traditie. Deze namen worden meestal niet gevormd uit de naam van een typegenus, en veel namen zijn (min of meer) gewone woorden in het Latijn of Grieks: zo is OSTEICHTHYES een naam die "beenvissen" betekent, en TETRAPODA betekent "viervoeters".
Names in de rang van orde worden vaak gevormd uit de naam van een genus (maar niet het typegenus) plus de uitgang -formes: ANSERIFORMES, GALLIFORMES. Dit is uiteraard niet verplicht.
Bekende hogere rangen zijn: Rijk, Stam, Klasse en Orde.